# Häst
För andra betydelser, se Häst (olika betydelser).
Tamhäst (Equus ferus caballus) är en domesticerad underart av vildhästen som tillhör släktet hästar (Equus). Hästen domesticerades för cirka 6 000 år sedan, och har sedan dess använts som dragdjur eller riddjur, men även som föda och för att producera mjölk eller hudar. Under lång tid har man avlat fram flera skiftande typer i färg och kroppskonstitution, vilket utvecklats till dagens hästraser. Idag är användningen av hästar i stort sett begränsad till polisrytteri, ceremoniellt kavalleri och hästsport.

## Utseende och anatomi

### Storlek

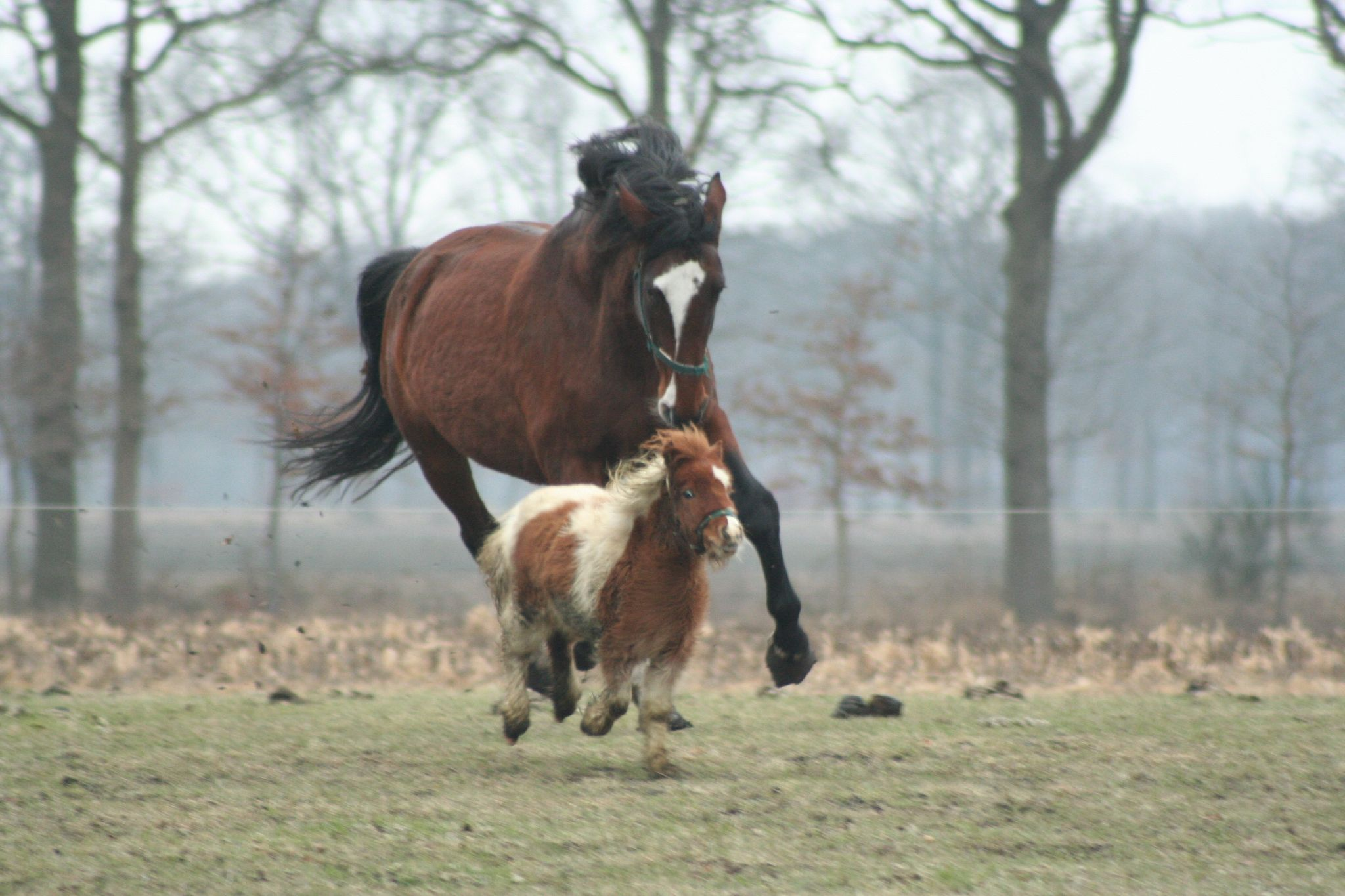
Mankhöjden kan skilja mycket mellan de olika raserna.

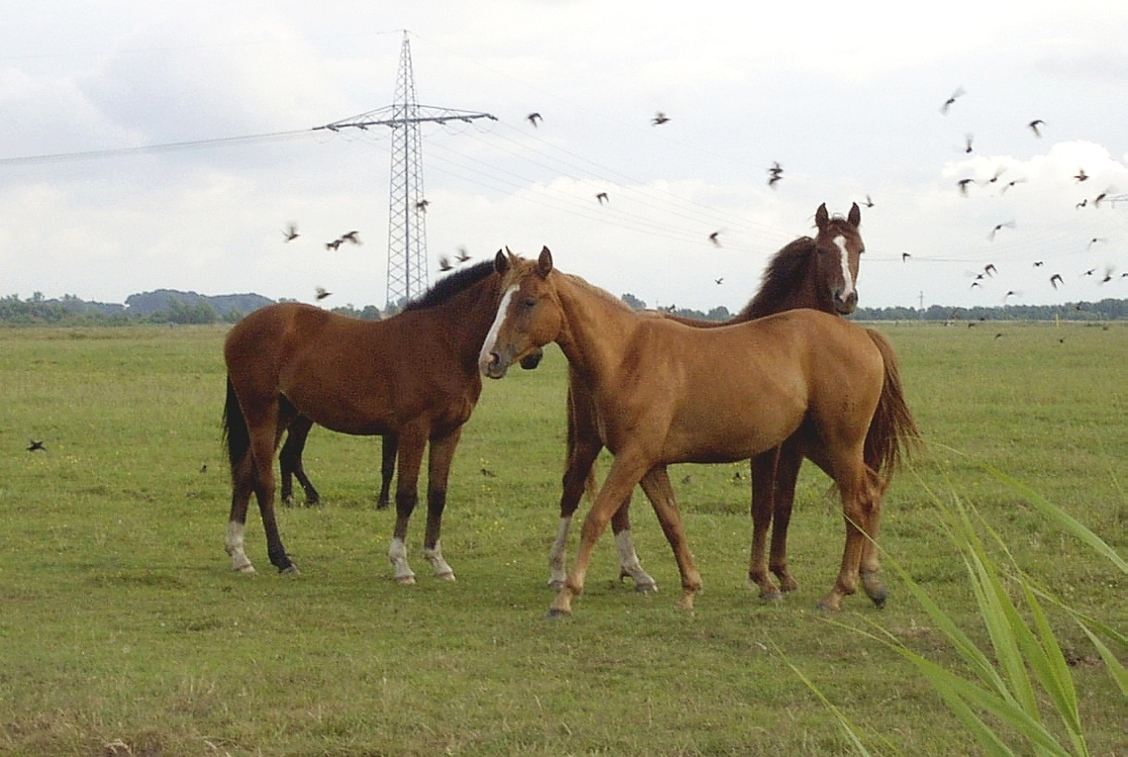
Hästar.

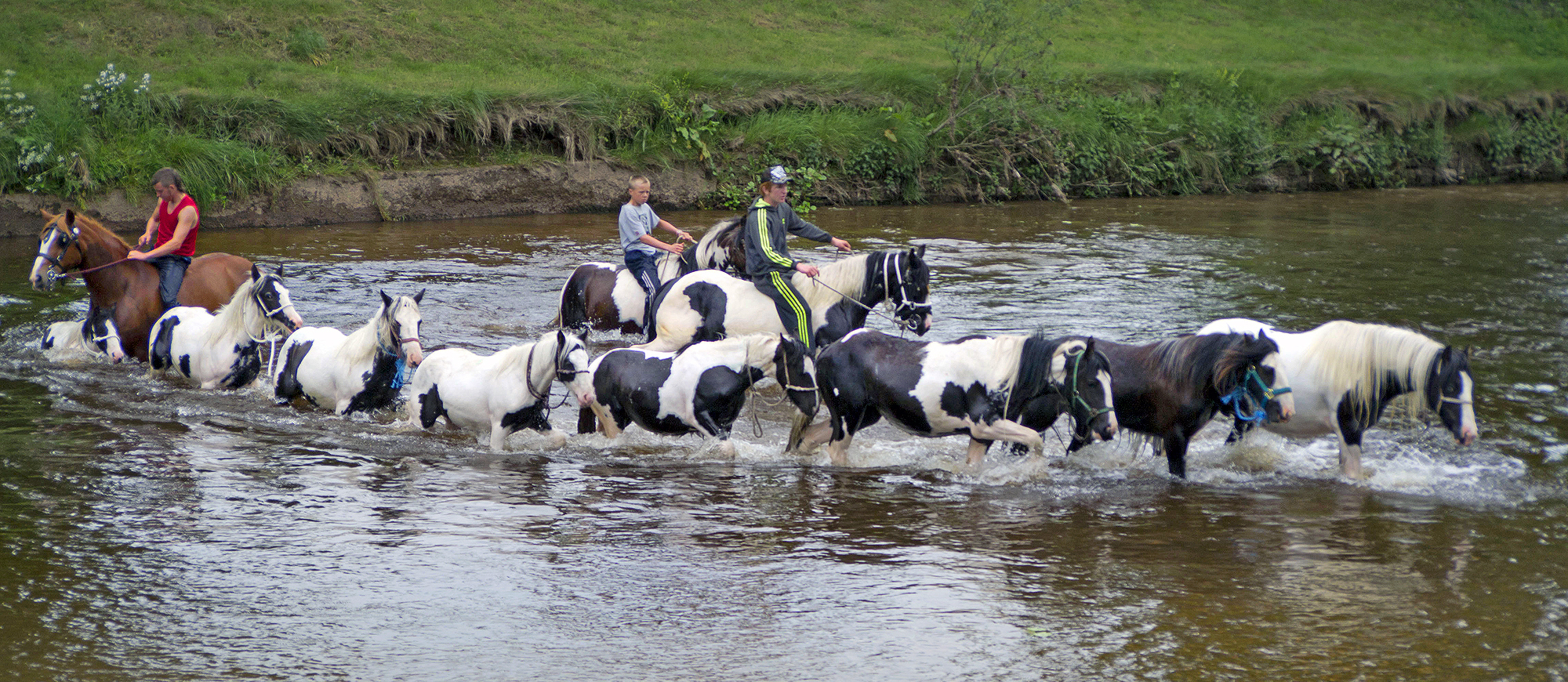
Hästar vadar i floden Eden under Appleby Horse Fair.

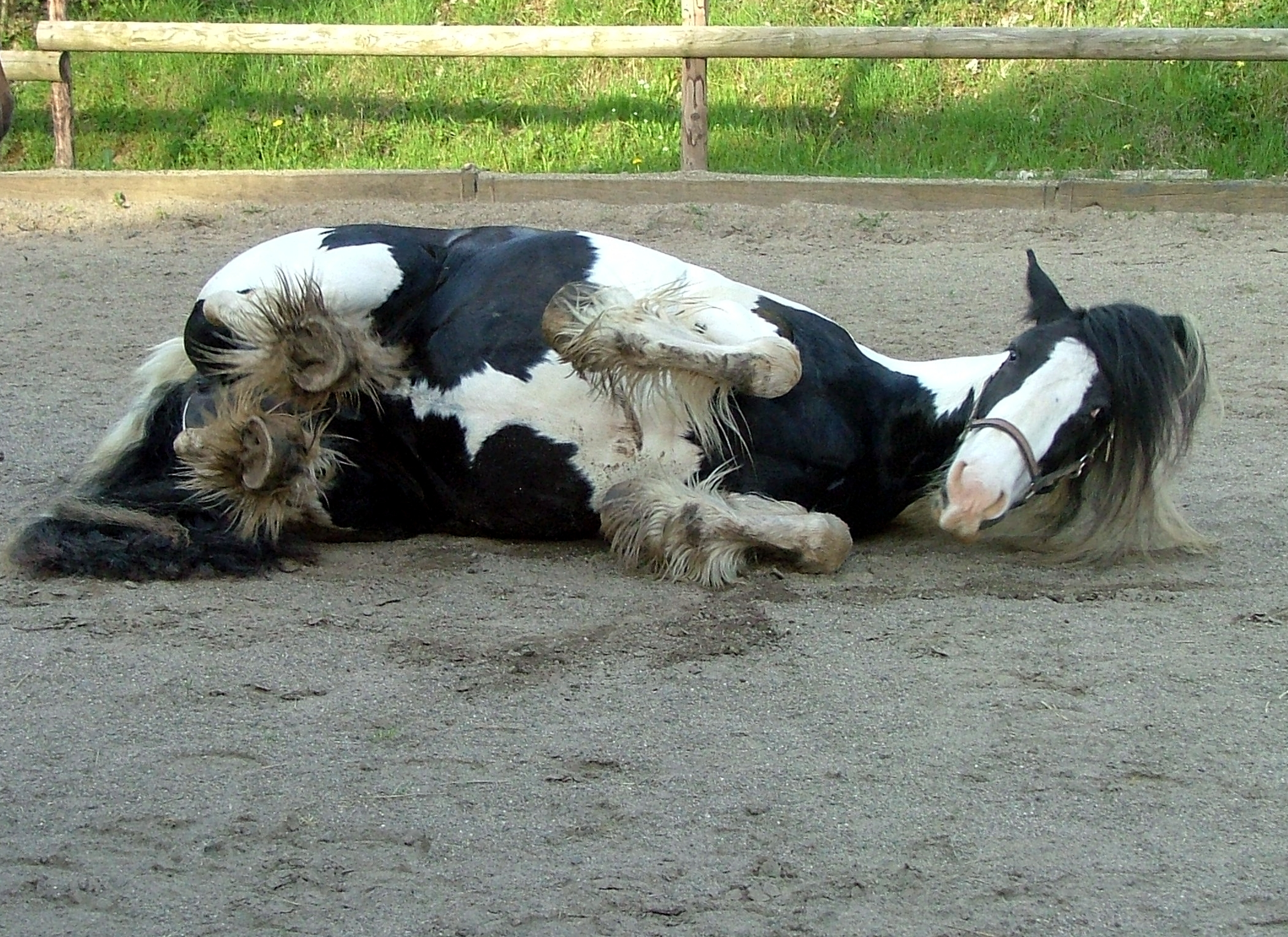
En häst tar ett sandbad.

Hästens storlek varierar mycket med ras och även mellan olika individer inom varje ras. Hästars storlek mäts i mankhöjd, avståndet från manken ner till marken. Mankhöjden kan variera mycket kraftigt med ca 43 cm hos Falabellan och upp till 219 cm hos Shirehästen. Den genomsnittliga vikten varierar mellan 14 kg för Falabellan och 930 kg för Shirehästen. Normalvikten för alla hästraser ligger mellan 300 kg och 900 kg.
Dagens hästar har mycket högre mankhöjd än normalhästarnas från domesticeringen och ända fram till 1600- och 1700-talet, då de större ridhästarna oftast inte nådde mer än 150 cm i mankhöjd.
Allt eftersom aveln utvecklades och blev mer selektiv kunde större hästar avlas fram. På senare tid har även selektiv avel fått fram mycket små hästar som Falabellan och Miniatyrhästen, men även mycket stora hästar som Shirehästen. Idag räknar man även hästarnas mankhöjd enligt ett visst system för att dela in dem i olika klasser. Hästar med mankhöjd högst 148 cm räknas som ponny, medan hästar över 148 cm räknas som stor häst.
Ponnyer är indelade i fyra grupper, A-ponny, B-ponny, C-ponny och D-ponny: ( minst till störst ) 
| Klass | Mankhöjd (cm)  |
| ----- | -------------- |
|       |                |
| A     | ≤107           |
| B     | >107, men ≤130 |
| C     | >130, men ≤140 |
| D     | >140, men ≤148 |

Vissa raser <148 cm räknas ändå inte som ponny, utan som stor häst på grund av att exteriören mer liknar stora hästars.
Några exempel på detta är Islandshäst, miniatyrhäst och Kaspisk häst samt Falabella med mankhöjd 64 cm.
Världens minsta häst är Thumbelina, en dvärg-falabella med mankhöjden 43 cm.[källa behövs] Världens största häst någonsin var Shirehästen Sampson med mankhöjden 219 cm.

### Färger
Alla hästar har en grundfärg. Det finns tre standardfärger: fux, svart och brun. Dessa grundfärger kan sedan spädas ut, brytas upp, eller på annat sätt modifieras av olika anlag. En häst kan ha flera olika anlag samtidigt, till exempel kan den vara stickelhårig, skäck, black, isabell eller tigrerad. Hästar med ett stort antal färgfläckar är ovanligt. Det finns också avblekbara färger, då hästen efter hand blir mer och mer vit. När en sådan häst blir gammal, kan den bli helt vit.
En del raser kan sakna somliga färger, medan andra raser alltid har en viss färg. Fjordingar är till exempel alltid blacka, och frieserhästar är alltid svarta.
Skimmel är en vanlig färg, och flera raser finns enbart som skimmel, till exempel den franska rasen Camarque.

### Sinnen
Hästens sinnen är väl utvecklade, och generellt sett bättre än människans, ty hästen som flyktdjur måste vara uppmärksam på sin omgivning hela tiden.
Hästen har samma sinnen som vi människor, hörsel, syn, smak, lukt och känsel, men hästen har även en mycket starkare instinkt än människan. Exempel på en instinkt är hästens flyktinstinkt vid fara. Hästen kan skena, om den blir skrämd. Orsaken till instinktiva beteenden går ofta att finna i evolutionen. Instinkter är nedärvda beteendemönster hos människan och andra djur som beror av ett bestämt stimulus.
Hästar har ett mycket gott minne.

## Livscykel
Hästar i fångenskap lever normalt 20–25 år, men ponnyer kan bli uppåt 30, eller till och med 40 år gamla. 
Dräktigheten varar 335–340 dygn (11 månader).

### Föl

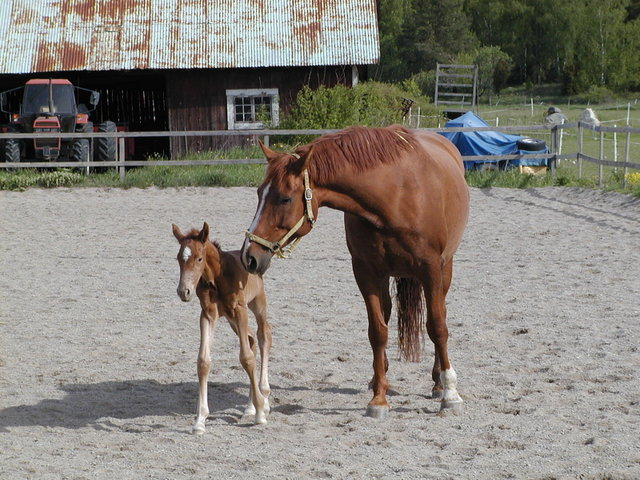
Tre timmar gammalt föl tillsammans med sin mor.

Hästens ungar kallas föl. Till skillnad från många andra djur kan fölen både stå och springa nästan omedelbart efter födseln, även om det sker lite ostadigt. Detta är en anpassning för att öka fölets chanser till överlevnad mot predation. Detta härstammar från vildhästarna. Fölet kan galoppera redan efter cirka en timme. Fölet har ganska långa ben i proportion till sin kropp, och föds vanligtvis med ansatser till mjölktänder. De får sina första framtänder redan vid cirka 10 dagars ålder.

### 1–4 års ålder
Mellan 1 och 4 års ålder är en viktig tillväxtperiod för unghästen, då form, utseende och beteende kan förändras mycket drastiskt. Hästens bakre del kan till exempel bli mycket högre än manken och huvudet, något som jämnar ut sig senare. Hästens ben kan fortsätta växa tills hästen är ca 2–3 år gammal. Fullblodshästar som ofta föds tidigt på året, mognar fortare och brukar oftast ridas in och tränas redan vid 1 års ålder. De kan tävlas inom galoppsporten redan vid 2 års ålder. De flesta hästar bör dock inte ridas in förrän vid 2–3 års ålder för att hinna mogna något, både fysiskt och psykiskt. Djupare träning bör inte ske förrän hästen är minst 4 år gammal.

### 4–15 års ålder
Under denna tid pågår de flesta hästars mognadstid. Mognaden kan ske olika mellan olika individer, och framförallt olika raser. Fullblod mognar oftast innan 4 års ålder, medan de flesta hästar oftast inte mognat klart förrän vid 8 års ålder. Lipizzanerhästar är exempel på en ras som mognar relativt långsamt. Vid 5 års ålder brukar dock hästens proportioner ha rätat ut sig, och många hästar har sina mest produktiva arbetsår mellan 5 och 12 års ålder.

### 15 år och äldre
Från ungefär 15 års ålder börjar de flesta hästar att bli något stela. Hästar som hålls i god kondition, får bra skötsel och bra foder kan däremot vara mycket pigga långt upp i åldrarna, och till och med tävlas aktivt. De första tecknen på att en häst börjar bli gammal är att den blir något svankig Detta kan framträda snabbare och tydligare hos hästar som rids eller packas hårt och tungt. Detta sker dock även naturligt, när hästen rids mindre, då musklerna långsamt försvinner. Buken kan även börja hänga och hålorna ovanför ögonen blir djupare. Tänderna blir slitna och gulare. Eftersom matsmältningssystemet blir mindre effektivt, kan det även vara svårt att hålla hästen i gott hull. Hästen blir vanligtvis mellan 20 och 25 år gammal, men det finns dokumentationer om hästar som blivit upp emot 40 år gamla. Världens äldsta häst var Old Billy, som blev 62 år gammal.

## Födelsedatum
Alla fullblodiga hästar ges ett officiellt födelsedatum, oberoende av den dag på året de verkligen fötts. Denna regel skapades av brittiska avelsföreningar för rasen engelskt fullblod. Detta gjordes för att hålla reda på varje hästs blodslinje.
Inom ridsporten sätts hästars officiella födelsedatum till den 1 januari på norra halvklotet.
På södra halvklotet används i allmänhet den 1 augusti, alternativt 1 juli eller 1 september som officiellt födelsedatum, men enstaka länder även på södra halvklotet använder 1 januari.

## Systematik

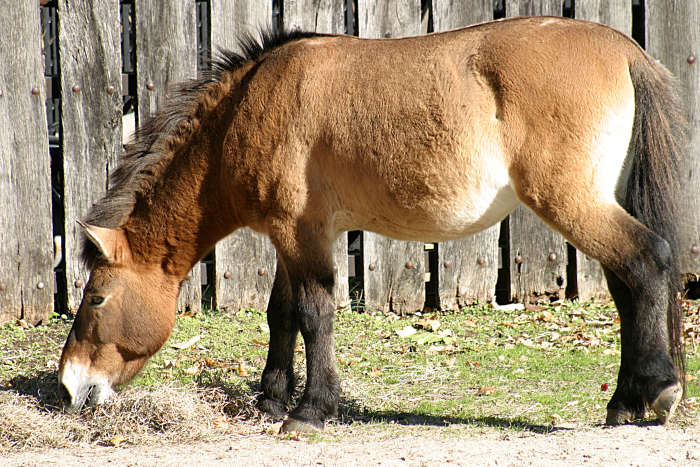
Asiatisk vildhäst (Przewalski)
Equus ferus przewalskii.

Tamhästen beskrevs taxonomiskt första gången 1758 av Carl von Linné i den tionde utgåvan av sitt verk Systema naturae, under det vetenskapliga namnet Equus caballus. Linné kategoriserade tamhästen som en egen art. och denna taxonomiska beskrivning föregicks av den taxonomiska beskrivningen av vildhästen (Equus ferus). Idag beskrivs tamhästen i stället som en underart till vildhästen, men hästarnas släktskap och systematik är fortfarande mycket omdiskuterad. Revideringar kommer med stor sannolikhet ske i framtiden.
2003 reviderade International Commission on Zoological Nomenclature (ICZN) de vetenskapliga namnen för ett antal arter där de domesticerade formerna beskrivits före beskrivningen av deras vilda förfäder, däribland vildhästen och tamhästen. Utifrån detta beslut gavs tamhästen det vetenskapliga namnet Equus ferus caballus. 

### Anfäder

#### Äldre teorier
Enligt Elwyn Hartley Edwards (1998) härstammar dagens hästar från tre tidigare underarter av hästen:
- Asiatisk vildhäst (przewalski Equus ferus przewalskii) [11] från Mongoliets stäpper är den enda idag levande av de fyra ursprungliga vildhästraserna. Den var nära utdöd i naturen, men har överlevt genom avelsprogram i djurparker och nyligen utplanterats. Przewalskihästen är stamfadern till många östasiatiska ponnyraser, till exempel den mongoliska ponnyn och de flesta japanska ponnyraserna. Men przewalskihästar har även förts till Europa, och bör ha använts i utvecklingen av en del av dagens kallblodshästar. Den norska fjordhästen har en mycket stark koppling till przewalskin, och liknar denna mycket i utseende med den blacka färgen, upprättstående man och primitiva tecken.[12]
- Tarpan (Equus ferus gmelini) [11] levde i hela östra Europa och västra Eurasien med huvudsaklig utbredning i det som idag är Polen. Tarpanerna levde vilt ända in på 1800-talet, då den utdog, även i fångenskap. Under 1900-talet gjordes försök med att "avla tillbaka" och rekonstruera rasen med hjälp av ättlingar såsom Konik och Hucul, varför det även idag finns hästar som kallas tarpaner, som lever halvvilda i Polen. Denna häst är även den alltid black. Tarpanen är dock den häst som beräknas ha störst inflytande av alla de förhistoriska i hästarna och har någon gång legat i grunden för nästan alla dagens hästraser, bland annat då man tror att Tarpanen i viss mån har använts för att utveckla det arabiska fullblodet, som använts till att förädla och utveckla hästar i 4 000 år.[12]
- Skogshäst (Equus ferus germanicus) [11] anses ha utvecklats från den diluvianska hästen (Equus ferus silvaticus). Skogshästen var en stor och tung häst, som levde i skogar och sumpmarker i norra Europa. Troligen härstammar alla dagens kallblodshästar från skogshästen, bland annat Nordsvensken och framförallt ardennern, som i sin tur har använts för att utveckla många modernare kallblodsraser.[12]

Något förenklat har dagens tyngre hästraser enligt Edwards utvecklats från skogshästen med vissa inslag av den grova asiatiska vildhästen, medan de moderna lätta hästarna sägs leda sitt ursprung till tarpanen och den asiatiska vildhästen samt till korsningar mellan dessa och deras avkommor. Ytterligare två hästtyper fanns tidigare, tundrahästen och den tatariska ponnyn, men deras inflytande på moderna hästar anses vara mycket litet.
Enligt Edwards (1998) utvecklades ur dessa förhistorika hästar nya hästtyper. En teori om fyra grundtyper lades fram i Edinburgh under mitten av 1950-talet.
De fyra typerna var:
- Ponnytyp 1, en liten ponny från norra Europa, liknande dagens exmoorponny
- Ponnytyp 2 som var något kraftigare, lik dagens fjordhäst.
- Hästtyp 3 var en ökenhäst i Centralasien med den moderna motsvarigheten i Achaltekeern.
- Hästtyp 4, en liten och smal ökenhäst, som anses vara prototypen till arabhästen, men med modern motsvarighet i den kaspiska miniatyrhästen.[13]

Edwards populärvetenskapliga framställning har kritiserats för att såväl primitiva vilda anfäder som hypotetiska grundtyper av tamhästen skapats utan att typspecimen eller typlokal angivits. Detta visar på den oklara och vetenskapligt svaga bevisföring, som används i många moderna populärvetenskapliga arbeten för att förklara hästens domesticering. För att vetenskapligt kunna utpeka hästens förfäder krävs otvetydiga fossila bevis i form av såväl morfologi som stratigrafi. Det visar också på det vetenskapligt tveksamma i att med utgångspunkt från existerande moderna hästraser eller hästtyper postulera morfologi och etiologi hos tamhästens anfäder. Detta tillvägagångssätt bortser från den flexibilitet i beteende, fysiologi och morfologi beroende på levnadsförhållanden (naturmiljö), som finns i såväl moderna som forna hästar.

#### Moderna hypoteser
Varken tarpanen eller Przewalskis häst kan vara den moderna tamhästens direkta anfader. På sin höjd kan de betraktas som reliktbestånd av de eurasiska urpopulationerna. Det går dock inte att i dag säkert fastställa den moderna tamhästens utvecklingslinjer, därför att kronologiska och morfologiska nyckeldata ännu saknas. Det har genomförts studier av hästens mitokondriella DNA, men de slutsatser som kan dras om genetiska samband är begränsade på grund av den ringa omfattningen av mätdata och det begränsade urvalet av hästraser som undersökts. Det framstår dock som klart, att den vitt spridda uppfattningen att fenotypiska indelningar baserade på postulerade olikartade vilda populationer, t.ex. tundrahästar eller skogshästar är felaktig.
En hypotes baserad på DNA-undersökningar och paleontologisk forskning ger ett scenario där vildhästen var utomordentligt vitt spridd över Eurasien under sen pleistocen tid. De kvarlevande populationerna måste ha bildat underlag för de första tamhästarna. Przewalskihästen kvarlevde förmodligen också som en restpopulation av de ursprungliga vildhästarna. Dessa populationer var diskreta, men varje population var ändå spridd över ett mycket stort geografiskt område och med en mångfald av haplotyper.
| MÖJLIGA UTVECKLINGSLINJER FÖR DEN MODERNA HÄSTEN EFTER KAGAN (2000) | |                                                                    |                                        |                                                                                         |
| Tidsperiod B.P.                                                     | EUROPA | EUROPA                                                             | CENTRALASIEN                           | SIBIRIEN                                                                                |
| 15 000– 9 000                                                       | Europeisk vildhästpopulation | Europeisk vildhästpopulation                                       | Centralasiatisk vildhästpopulation     | Sibirisk vildhästpopulation                                                             |
| 6 000–3 000                                                         | Tidigaste europeiska tamhästar (under t.ex. bronsåldern); även med genetiska inslag från de tidigaste centralasiatiska tamhästarna | Europeisk vildhästpopulation                                       | Tidigaste centralasiatiska tamhästarna | " –                                                                                     |
| 2 000–1 000                                                         | Historiska europeiska tamhästar (t ex romerska); även med direkta genetiska inslag från de tidigaste centralasiatiska tamhästarna  | Tarpanen; även med genetiska inslag från de europeiska tamhästarna | " –                                    | " –                                                                                     |
| 1 000–0                                                             | Moderna europeiska tamhästar (t ex arabiskt fullblod, shirehäst); även med genetiska inslag från tarpanen                          | Tarpanen dör ut                                                    | " –                                    | Przewalskis häst; även med genetiska inslag från tarpanen och de europeiska tamhästarna |
| Källa:                                                              | |                                                                    |                                        |                                                                                         |

#### Modern DNA-baserad forskning
Modern DNA-baserad forskning har visat att Przewalskis häst är en förvildad tamhäst. De härstammar från en av de tidigast domesticerad hästarna, Botaihästen vilken tämjdes redan för 5 500 år sedan. En del av dessa förvildades och bildade de historiskt kända populationerna av Przewalskihästarna.  
Hos moderna hästar har Y-kromosomen mycket liten variation, varför forskningen tidigare har ansett att tamhästen härstammar från ett mycket begränsat antal hingstar. DNA från tamhästar för tvåtusen till fyratusen år sedan hade en betydande variation i denna kromosom. Den begränsade variationen i den moderna hästen antas ha uppkommit när de moderna hästraserna avlades fram under de senaste två- till trehundra åren. Men redan under de senaste tvåtusen åren avlade människan hästar för att få dem snabbare, vilket hade den negativa konsekvensen att tamhästen förvärvade skadliga mutationer, som kan leda till genetiskt betingade sjukdomar.  
Även om Eurasien en gång var befolkad av genetiskt distinkta hästpopulationer inträffade en dramatisk förändring mellan 2000 och 2200 f.Kr. Den senaste forskningen (2021) visar att en genetisk profil som tidigare begränsats till de pontiska stäpperna (Norra Kaukasus) började spridas utanför dess inhemska region och ersatte alla vilda hästpopulationer från Atlanten till Mongoliet inom några århundraden. Två slående skillnader existerade mellan arvsmassan hos denna hästpopulation och de populationer som den ersatte. Den ena är kopplad till ett mer fogligt beteende och den andra indikerar en starkare ryggrad. Hästen spred sig över hela Asien samtidigt som vagnar med ekerhjul och indoiranska språk. Emellertid kan migrationerna av indoeuropeiska populationer från stäpperna till Europa under det tredje årtusendet f.Kr. inte ha grundats på hästen, eftersom dess domesticering och spridning kom senare.

### Modernt inflytande
Under de senaste 500 åren har modernare hästraser framavlats, oftast med i stort sett samma blodslinjer. De mest inflytelserika moderna raserna är den berömda spanska hästen, det arabiska fullblodet och berberhästen, samt det engelska fullblodet.
- Arabiskt fullblod och berberhäst är de två raser som har absolut mest inflytande på dagens hästar. Ända sedan araben utvecklades för 4 000 år sedan har den varit med i utvecklingen till nästan alla hästraser, både som förädlare och grundstam. Under morernas invasion av Iberiska halvön under 700-talet f. Kr. fördes många araber och berberhästar till Europa där de användes inom aveln, och då bland annat för att avla fram den berömda spanska hästen och det engelska fullblodet.[källa behövs]
- Spansk häst, även kallad iberisk häst, var näst efter araben och berberhästen den mest inflytelserika rasen inom avel. Dess blodslinjer han hittas bland nästan alla dagens moderna västliga häst. De spanska hästarna bar även på ett tydligt arv från araberna och Berberhästarna. Under 1500-talet och 1600-talet fördes dessa hästar över till Amerika, där de grundade alla dagens Nord- och Sydamerikanska hästraser, bland annat genom att de förvildades och skapade hjordar av mustanger och andra hästar, som indianerna så småningom tog vara på och avlade fram nya hästraser av. Den spanska hästen är även grund till många europeiska hästraser, exempelvis Lipizzanerhästen. Spanska ridskolan, som ligger i Wien i Österrike använder enbart Lippizzanerhästar, och har bland annat fått sitt namn av inflytandet på rasen från den spanska hästen.[källa behövs]
- Engelskt fullblod utvecklades med en bas av orientaliska hästar, bland annat arabiska fullblod. Sedan utvecklingen har det engelska fullblodet betraktats som världens snabbaste hästar, och har ingått i aveln av nästan alla varmblodhästar i Europa. Även travhästar har influerats av det engelska fullblodet, samt Boerhästen från Sydafrika, den australiska boskapshästen och poloponnyer från Argentina. Många av dagens mer atletiska ridponnyer har en bas av engelskt fullblod.[källa behövs]

### Förvildade hästar
På flera håll i världen finns det förvildade hästar, vilka är tamhästar som flytt eller blivit släppta från mänsklig fångenskap, eller hästar som härstammar från dessa. Några exempel på förvildade hästar är mustangerna i Nordamerika som härstammar från de berömda spanska hästarna, brumbyhästarna i Australien som härstammar från hästar som fördes över av europeiska nybyggare och Gotlandsrussen på Gotland som härstammar från hästar som användes redan under järnåldern. Enligt de senaste forskarrönen är även Przewalskihästen en förvildad häst (se ovan).
Dessa förvildade former vistas främst i stäpper, öppna buskskogar och andra öppna landskap.

### Avel
Hästavel används för att ta fram bättre individer som har de bästa möjliga egenskaperna för ett visst ändamål samt även för att föra gener och arv vidare för att rädda arten.
Vetenskapsmännen har inte varit eniga huruvida de nuvarande hästraserna har utvecklats från en eller flera anfäder. Nyligen publicerade undersökningar av ett antal hästars Y-kromosom, utförda av professor Hans Ellegren och medarbetare, som publicerats i Nature Genetics, har överraskande visat att alla nu levande hästar, både stora och små raser, förmodligen härstammar från en och samma hingst. Däremot har tidigare undersökningar visat att det finns åtminstone ett hundratal olika utvecklingslinjer på stosidan. En slutsats man borde kunna dra av detta är att människan tidigt insåg betydelsen av att avla på lämpliga hingstar eftersom dessa kan lämna betydligt fler avkommor efter sig än vad ston kan. Dagens avel bygger i stor utsträckning på detta faktum.
I Sverige har det tidigare funnits en lag om hingstbesiktningstvång för att godkänna hingstar för kommersiellt avelsbruk. På grund av EU-anpassning har besiktning, premiering och registrering av hingstar nu övertagits av de respektive hästrasernas avelsföreningar. Avsikten har dock alltid varit att utestänga olämpliga hingstar från avel.
Det finns däremot inget som hindrar att stoägare låter betäcka sina ston, även om dessa är undermåliga utseendemässigt och ur nedärvningssynpunkt. Genom att använda olämpliga ston i aveln blir risken att få även undermåliga avkommor större. Att betäcka ett sto av erkänt god stam för avel är minst lika viktigt som att använda en bra hingst för att få en bra avkomma. Vissa hingstägare ställer därför kvalitetskrav på de ston som tillförs deras avelshingstar.

#### Selektiv avel
Dagens moderna hästar har egenskaper som lämpar sig för olika ändamål. Genom långvarigt selektivt avelsarbete har det uppstått en mängd olika hästraser och individerna inom respektive ras delar gemensamma distinkta, för rasen specifika nedärvda särdrag. Hästar som tillhör samma ras registreras i rasens stambok. För att en häst ska bli godkänd inom sin ras och bli införd i stamboken måste den uppfylla vissa krav på bland annat storlek och utseende samt härstamning. Avelsorganisationerna reglerar kraven för hästavel och för stamboken.

### Indelning av hästtyper

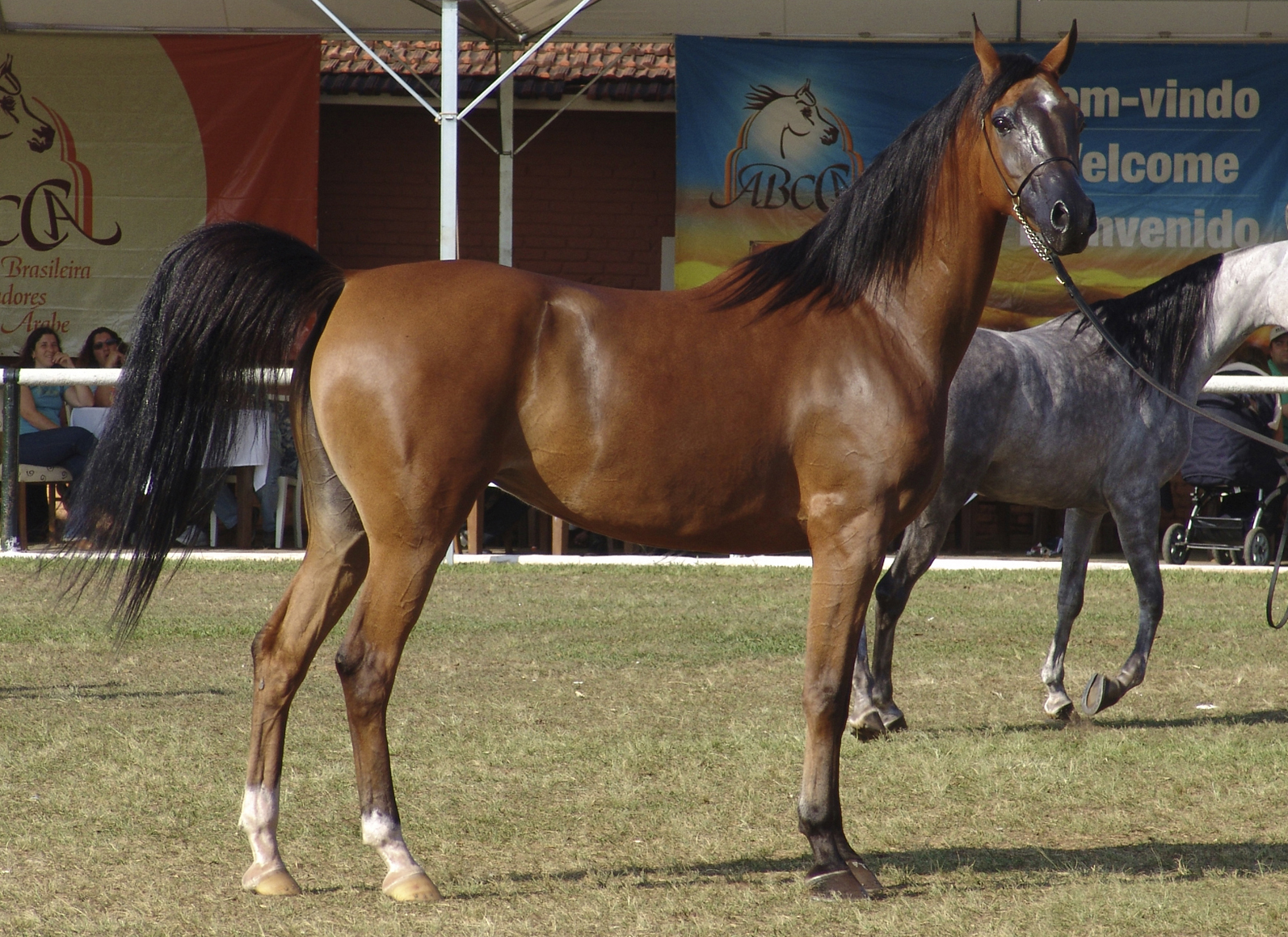
Arabiskt fullblod.

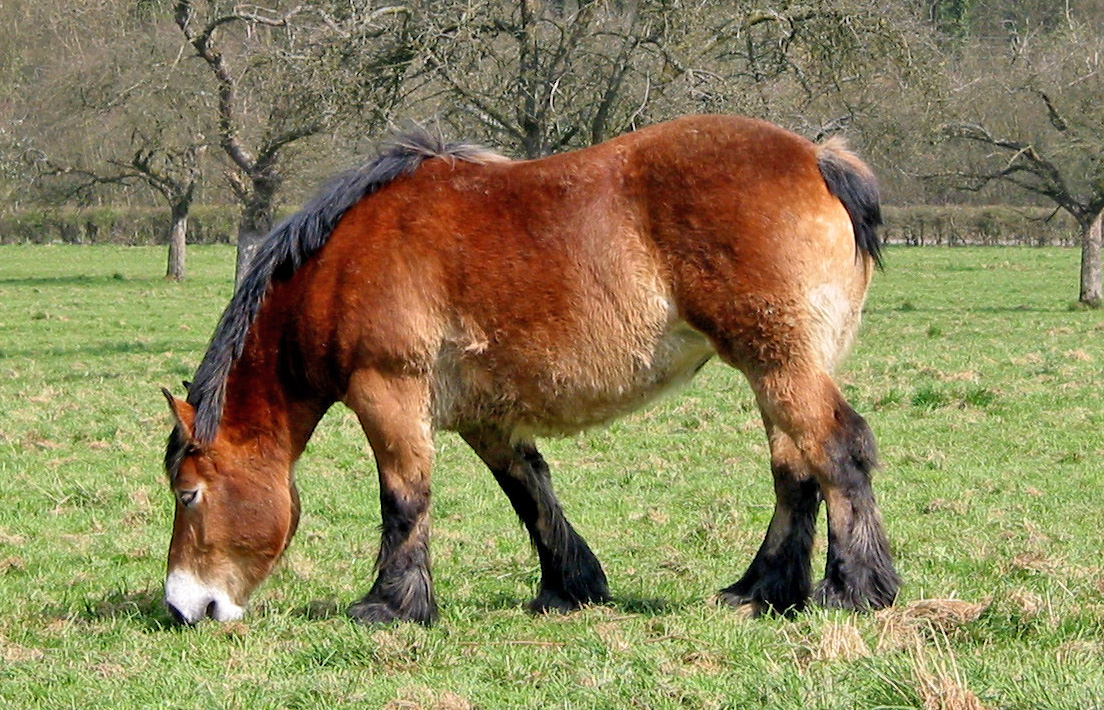
Ardenner, kallblod.

Arabhästen och möjligen även den mindre ädla berberhästen betecknas som fullblodshästar, liksom deras ättling, det engelska fullblodet, angloaraben och den turkmenska achaltekeern. Namnet står för en unik renhet i blodslinjerna som ingen annan hästras kan uppvisa. Kallblodshästar kallas de tunga arbetshästarna, som främst utvecklats i Europa. Kombinationen fullblod och kallblod i olika proportioner ger varmblodshästar eller halvblodshästar. Fullblod och varmblod har vanligen långa ben och är slanka, medan kallbloden har större bröstdjup och kortare och grövre ben än varmblod med samma mankhöjd. Med fullblod menar man i dagligt tal engelskt fullblod.
En annan indelning av de moderna hästtyperna är lätta hästar (ridhästar och körhästar) och tyngre arbetshästar. De lätta hästarna har två undergrupper – hästar och ponnyer. Som ponnyer räknas raser och typer som understiger 148 centimeter i mankhöjd, med undantag för vissa raser som kan understiga 148 cm, men fortfarande räknas som häst, exempelvis Islandshästen.
Varmblod är den internationellt vedertagna beteckningen på de hästraser, som inte kan åsättas beteckningen fullblod, kallblod eller ponny. Halvblodshästar har en större andel kallblod i sig. I regel säger man även att fullbloden oftast har hetsigare temperament, medan kallbloden är lugna och fogliga. Kombinationen ger varmblod som är lätthanterliga men ändå atletiska.
Från Sverige kommer två av dagens godkända hästraser. Den ena är Gotlandsrusset, som är en ponny på cirka 120 till 130 cm mankhöjd, och är ett varmblod. Den används ibland som hopphäst, men är också en populär travhäst.
Den andra rasen är Nordsvensk häst, som är cirka 150 till 160 cm i mankhöjd. Den Nordsvenska hästen är en relativt tung häst, som förr framförallt användes till skogsbruket. Nu för tiden görs det mesta skogsbruket med maskiner.
Förr fanns en svensk ras, som kallades Ölandshäst. Av Ölandshästen fanns två typer. En var i ungefär samma höjd som en islandshäst, och den andra ungefär som en shetlandsponny. Ölandshästen är numera utdöd. Man har arbetat med att få tillbaka den större ölandshästen, men det har visat sig vara näst intill omöjlig att avla fram den rasen igen.

## Ekologi

### Sömn

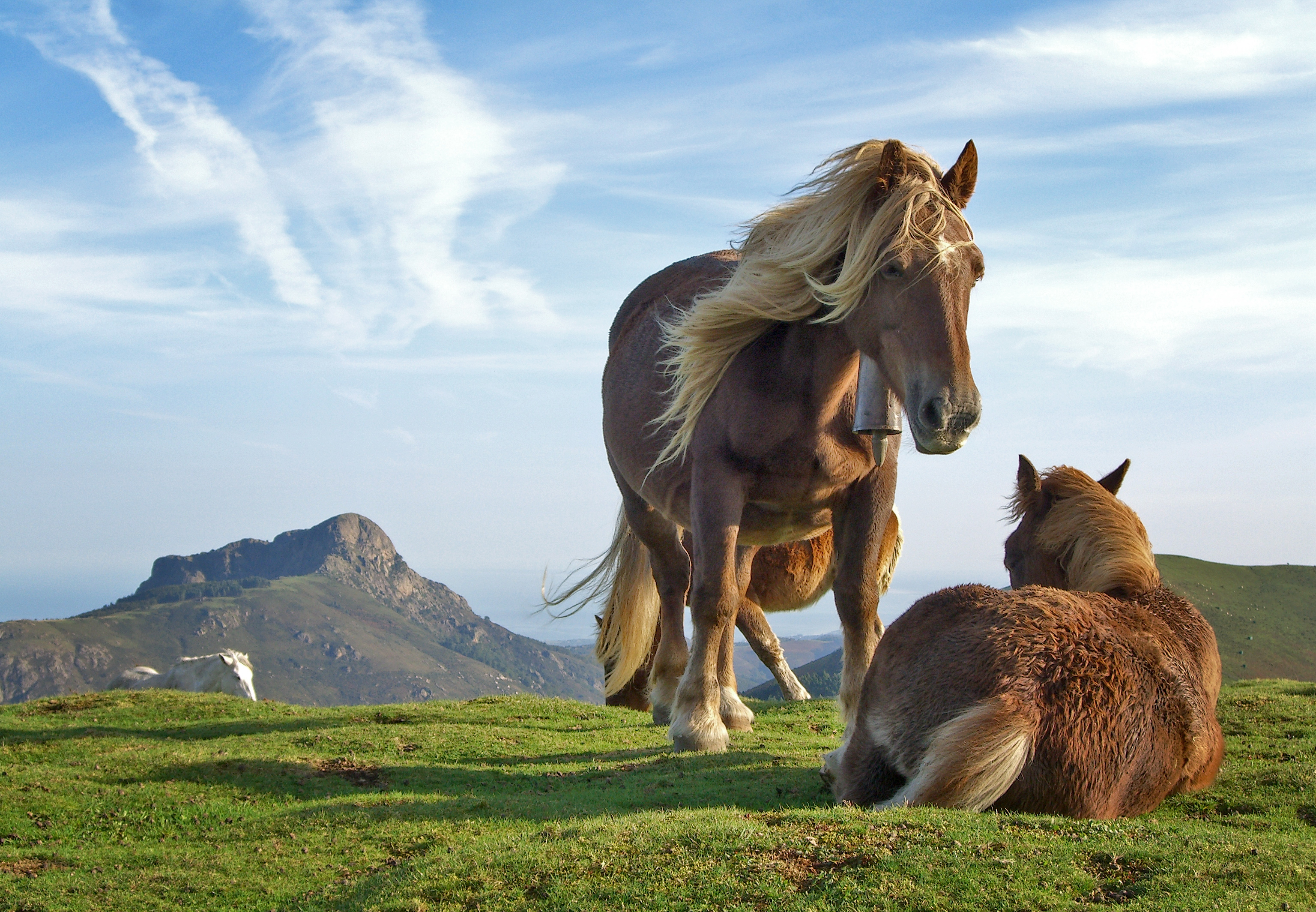
Om hästar i en flock lägger sig ner, brukar minst en stå kvar som vakt åt flocken.

Hästar kan sova både liggande och stående, men oftast står de, då det tillhör deras natur att vara på sin vakt ifall ett rovdjur skulle anfalla. Till skillnad från bland annat människan sover de sällan en hel natt, utan i många korta perioder, ofta på runt 15 minuter per intervall om inget stör dem. Hästens sömn kan variera så kraftigt att de kan sova i enbart ett par minuter eller ända upp till flera timmar under ett dygn. Hästar måste ligga ner för att nå den djupa sömnen, men de behöver djup sömn bara i sammanlagt 1–2 timmar under loppet av 3–4 dagar.
Att hästen står upp, när den sover, är ett arv från tiden som vildhästar, då de var tvungna att snabbt ta till flykt vid hot. En funktion i hästens hjärna låser dess ben, och hästen kan sova i en mycket lätt sömn. Hästar som aldrig tillåts att lägga sig ner kan även mot sin vilja falla i djup sömn stående på grund av sömnbrist. Detta är något som liknar narkolepsi hos människan, och är inte bra för hästar.
Hästen är ett flockdjur, och inom flocken sover oftast hästarna liggande, men minst en av hästarna är vaken och står för att hålla vakt. Se även sömn hos djur.

## Gångarter

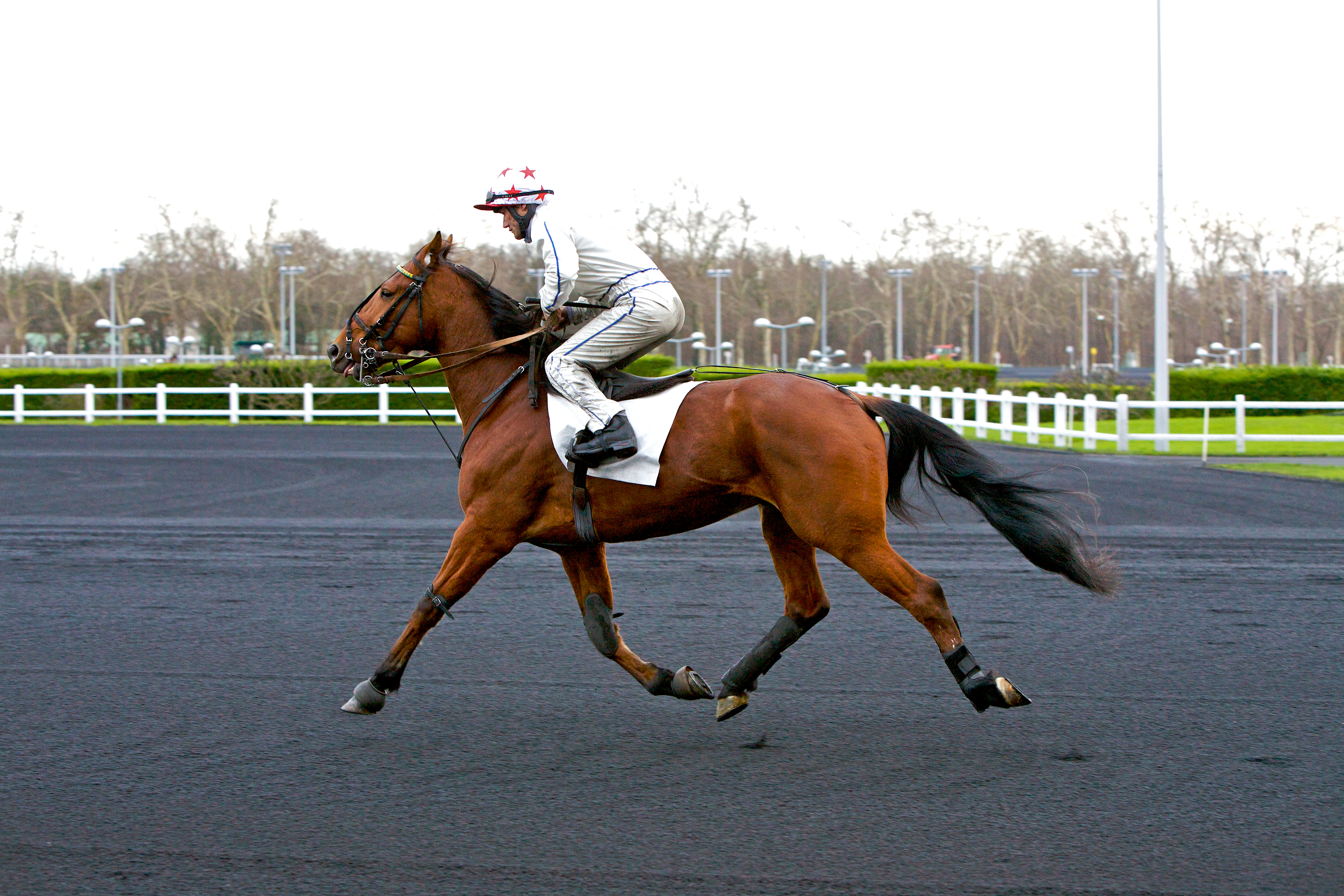
Trav.
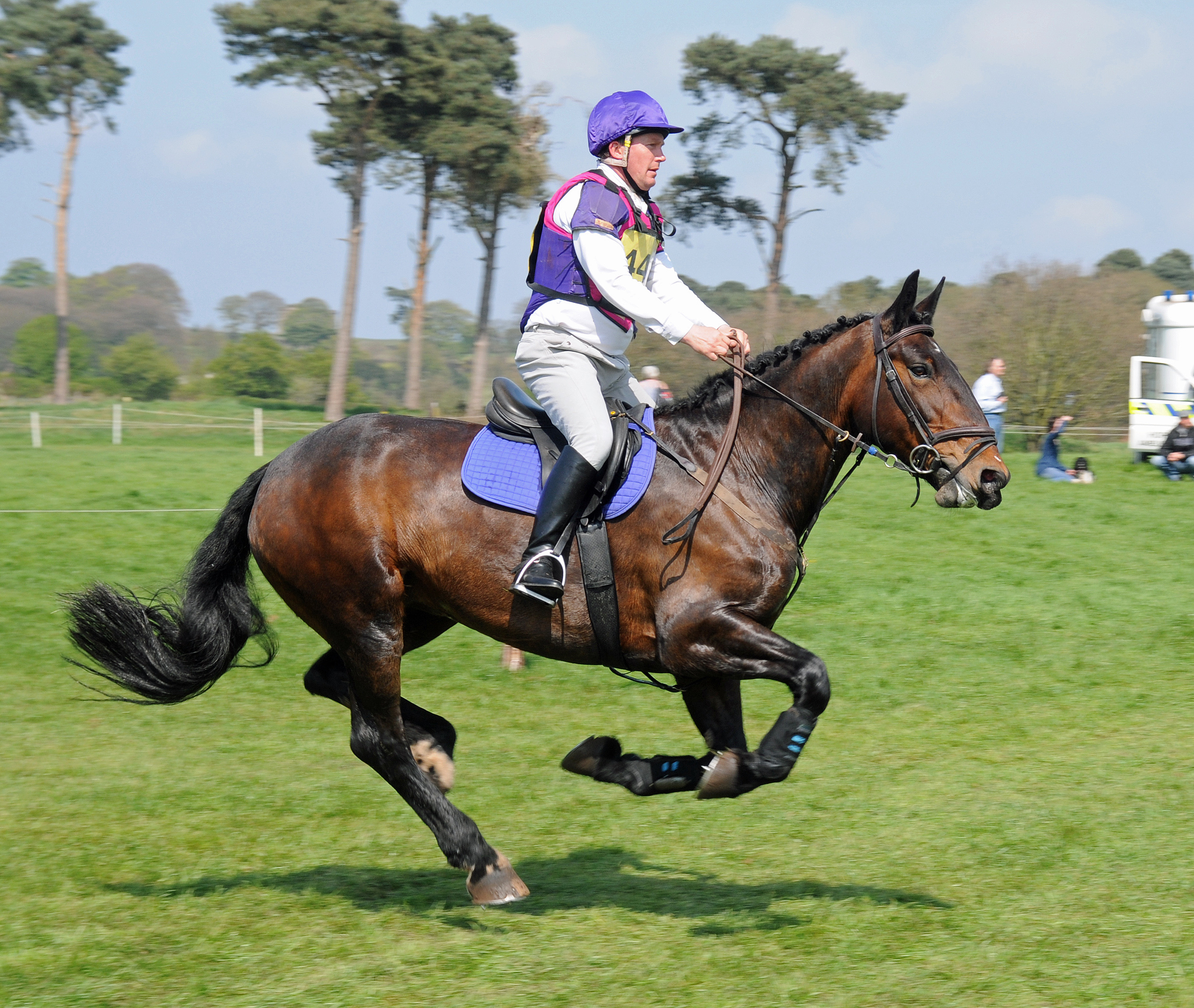
Galopp.
Skritt, 5–8 km/t.
Trav, 8–13 km/t.
Passgång.
Galopp, 16–27 km/t
Tävlingsgalopp, 40–50 km/t.

Hästens grundgångarter är skritt, trav och galopp (tretaktsgalopp eller "canter"” och fyrtaktsgalopp eller "fyrsprång"). Det finns dock vissa hästraser som behärskar andra gångarter: passgång (även kallad flygande pass) och tölt hos bland annat islandshästen. Andra gångarter som finns hos en del amerikanska raser är: foxtrot, animated walk, flat foot walk, rocking horse canter, paso (olika typer av paso, bland annat paso corto och paso llano), sobreandando, classic pino, slowgait, marcha, rack,  huachano, pasitrote, show pleasure och running walk. De hästraser som har fler eller andra gångarter än skritt, trav och galopp brukar kallas gångartshästar (engelska "gaited)".

### Föda
Hästen är ett gräsätande bytesdjur, anpassat till att leva på stäppen. Tamhästar har fortfarande samma behov och beteendemönster som vildhästar, även när den söker föda.
Hästen äter under större delen av dygnet, uppdelat på cirka tio perioder, och utan längre uppehåll än 3–4 timmar. Uppstallade hästar måste utfodras regelbundet med rätt och lagom mängd foder vid varje tillfälle. Under vintern, då det inte finns färskt gräs, måste hästen fodras med skördat gräs istället, det vill säga hö eller inplastat vallfoder (hösilage och ensilage). Dessutom behöver den fri tillgång till rent sötvatten.

## Skötsel
Bra hästhållning innebär att hästens välbefinnande sätts i centrum. En häst behöver omsorgsfull skötsel för att bevara god hälsa. Man strävar efter att den ska vara pigg och vaken med bra hållning, ha glansig päls, äta och dricka normalt samt vara utan sjukdomar. Att sköta en häst innebär att man har dagliga rutiner för visitering, ryktning och renhållning. Det är viktigt med riktig utfodring, bra miljö i stall och beteshage, liksom hästens utrustning vid arbete, exempelvis korrekt sadling och betsling. Vidare måste hästen vaccineras, och dess hovar och tänder ses över med jämna mellanrum. Veterinär tillkallas vid behov.

## Hästen i historien
Det finns en mängd olika hypoteser om flera av de viktigaste aspekterna kring hästens domesticering. Hästar förekommer redan i paleolitiska grottmålningar från 30 000 f.Kr., men dessa avbildar vildhästar, som förmodligen jagades som villebråd. När och hur hästar började domesticeras är mycket omdiskuterat. De tydligaste beviset för ett tidigt bruk av häst som ett transportmedel är häststridsvagnsgravar från cirka 2 000 f.Kr.. Utöver detta indikerar allt fler studier att hästen började domesticeras på den Eurasiska stäppen omkring 3 500 f.Kr..  
Människan och hästen har samarbetat både i fred och krig sedan urminnes tider. Denna samverkan har inneburit att såväl tvinga jorden till att lämna större skördar till folkens försörjning som att vara behjälplig att erövra främmande länder, eller att försvara de egna områdena. Hästen har varit livsvillkoret för nomadfolken för deras förflyttningar över stora områden. Som draghäst har den varit bondens hjälp vid plöjning av åkern och timmersläpning i skogen. Hästen har varit ovärderlig för kommunikationerna över långa avstånd för såväl post- som persontransporter, med vagn eller under sadel. Den har varit krigarens bästa vapen.
Det är svårt att föreställa sig hur människans sociala utveckling fram till dagens moderna samhälle skulle ha sett ut utan hästens lojala och oumbärliga medverkan.

### Krigshästar

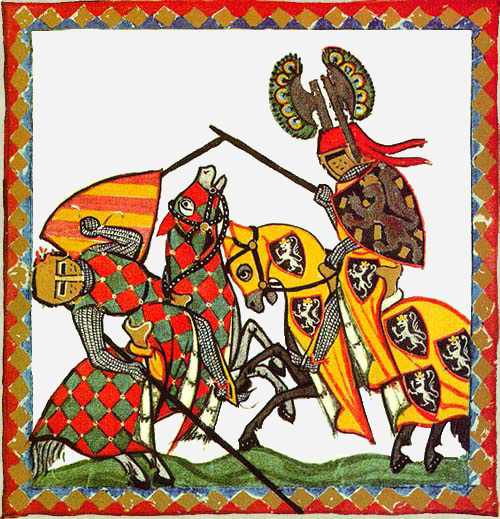
Riddare till häst
Ur Codex Manasse av Walther von Klingen.

Från omkring 2 000 f.Kr. uppträder i Främre Orienten och Indien folk som har hierarkiska adelssamhällen, vilka använder hästen och häststridsvagnen för att erövra mark. Omkring 1 650 f.Kr. invaderades Egypten av hyksos, som införde stridskonst med häst, varefter hästen fick en militär betydelse i landet. Hurriterna använde hästar som dragare till stridsvagnar. De hästägande utgjorde hurriternas högsta klass (marjanni). Skyterna var ett annat folk, som brukade hästen i krig. Till skillnad från de tidigare folken red skyterna sina hästar, och var lätt beväpnade med pilbågar. I Persiska riket ingick ryttare med pilbågar i hären från 500-talet f.Kr.. I Solons konstitution för Aten från 590-talet f.Kr. är hippeis (riddarna) statens andra jordägande samhällsklass, och utgörs av dem som har en viss avkastning från sitt land. Från omkring 1 200 f.Kr. (mykenisk tid) börjar den beridna militären i Grekland använda järnvapen i stället för pilbågar, men aristoi strider även med hästdragna stridsvagnar av brons. Under Filip II av Makedonien indelades det adliga rytteriet i flera regementen (ilen), och använde i första hand lans.
Under kungatiden i Rom skulle varje distrikt (tribus) ställa 100 ryttare (celeres) till förfogade för landets armé. I Servius Tullius författning, som fortfor att gälla under republiken, indelades härförsamlingen efter 5 förmögenhetsklasser i 193 centurior, av vilka 18 centurior var ryttare – dessa hade högst förmögenhet i armén. Ryttarna användes bland annat i första och andra puniska kriget, efter vilka riddarna (equites) blir ett stånd (ordo equester), som exploaterar de romerska provinserna, och som tar makten i Rom på 100-talet f.Kr. Bortsett från deras militära plikter, fick riddarna under Gaius Sempronius Gracchus domarämbeten. Dessa blev under Augustus regeringstid ämbetsadel i provinserna.
Under folkvandringstiden började hästen också i norra Europa få en större militär funktion, samtidigt som hunnerna, ett beridet mongoliskt folkslag, invaderade delar av Västeuropa. Efter hand utvecklades den beridne riddaren och soldater till häst i tunga rustningar vilka blev det viktigaste militära vapnet under medeltiden tills bruket av långbågarna och eldvapnen blev det effektiva försvaret mot en anfallande riddarhär. Kavalleriet med lättare skyddsutrustning fortsatte dock att vara en kraftfull del av de europeiska arméerna fram till första världskriget då de moderna eldvapnen gjorde det omöjligt för hästen attvidare delta i större krigsinsatser. I och med andra världskriget hade kavalleriet helt spelat ut sin roll och arméerna "avhästades".

### Européernas stridshästar
Riddarna utbildade sina hästar sakta och noggrant, ty de räknade med att behålla sina hästar länge. Man började heller inte att utbilda hästen, innan den vid 5 års ålder bytt alla sina mjölktänder.
Under den här tiden präglades ridkonsten av stridsidealet, och därav var det främsta målet med utbildningen av hästen ofta stridsgångarten terre à terre. Detta enär denna gångart lämpas sig ypperligt i strid: man kunde föra hästen framåt, bakåt, åt sidorna, stanna och även accelerera. Det var även möjligt att i denna gångart stanna och utföra en levad, vilket gjorde ryttarens rörlighet i striden komplex.
- Piruetten var en grundläggande utbildning i de högre skolorna. Den var ytterst användbar i strid, då den uteslutande består av vändningar och rörelser åt sidorna. Genom piruetten kunde ryttaren enkelt föra sin häst i närkamp, eftersom piruetten kan utföras i alla gångarter, skritt, trav och galopp, men även i terre à terre.[34]
- Levaden, som är en vidareutveckling av piaffen, var även den en viktig del av vad en stridshäst var tvungen att kunna. Levaden är även en viktig grund för vidareutbildning.[35]
- Terre à terren var en konstgångart, där hästen genom grundpositionen levad tog sig framåt genom att låta framhovarna ta mark för att därefter än en gång göra levad. Denna gångart ersatte galoppen fullständigt i strid, då hästen var mycket mer rörlig i denna gångart. Terre à terren gjorde det möjligt att göra utfall mot sin motståndare, då den från sin grundposition kunde uppnå en maximal acceleration. Denna övning kallades carriere.[36]

Trots att terre à terre ofta var målsättningen med hästens utbildning fulländade den inte – det var kapriolen som krönte hästens utbildning. Kapriolen är ett kraftfullt språng i luften där hästen slår ut med sina bakben vilket var ett farligt vapen i strid. Enkelt beskrivet är kapriolen en explosion ur samlingen. Emellertid användes oftast den stående kapriolen, dock är det inget äkta skolsprång, utan endast av den halvhöga skolan. Ändå är den stående kapriolen ett mycket effektivt försvar i striderna då den behöver mindre förberedelse.
Dessa rörelser hade stor betydelse på stridsfältet, men vägen från en outbildad till en utbildad häst var lång. Nämnda skolor är enbart de som främst användes i strid, och består enbart av den senare halvan av hästens utbildning. Stor vikt lades vid grunden och grundskolorna, så som öppna och sluta, vilket är två skolor som handlar om ökad böjning och innertramp av de olika bakbenen.

### Hästen idag

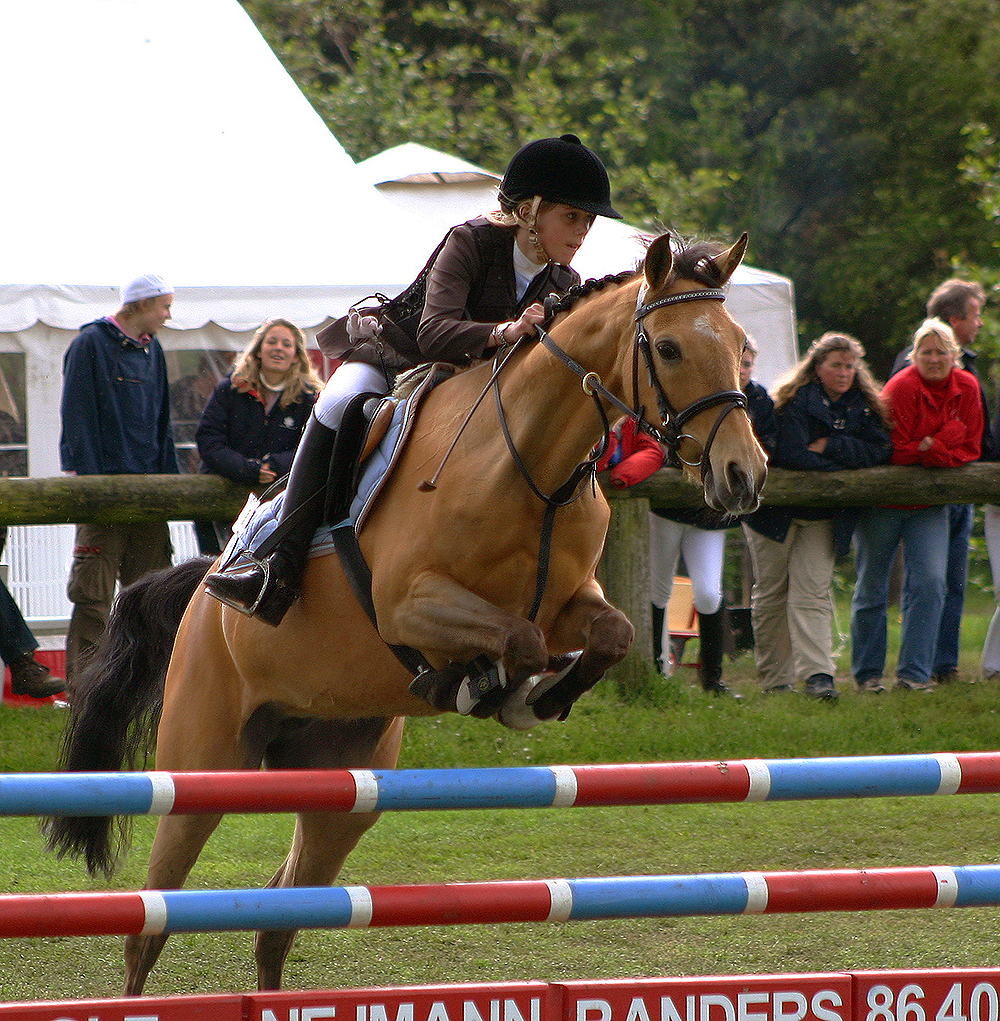
Banhoppning, Baltic Cup Show jumping.
Shannon Mejnert på Sandy.

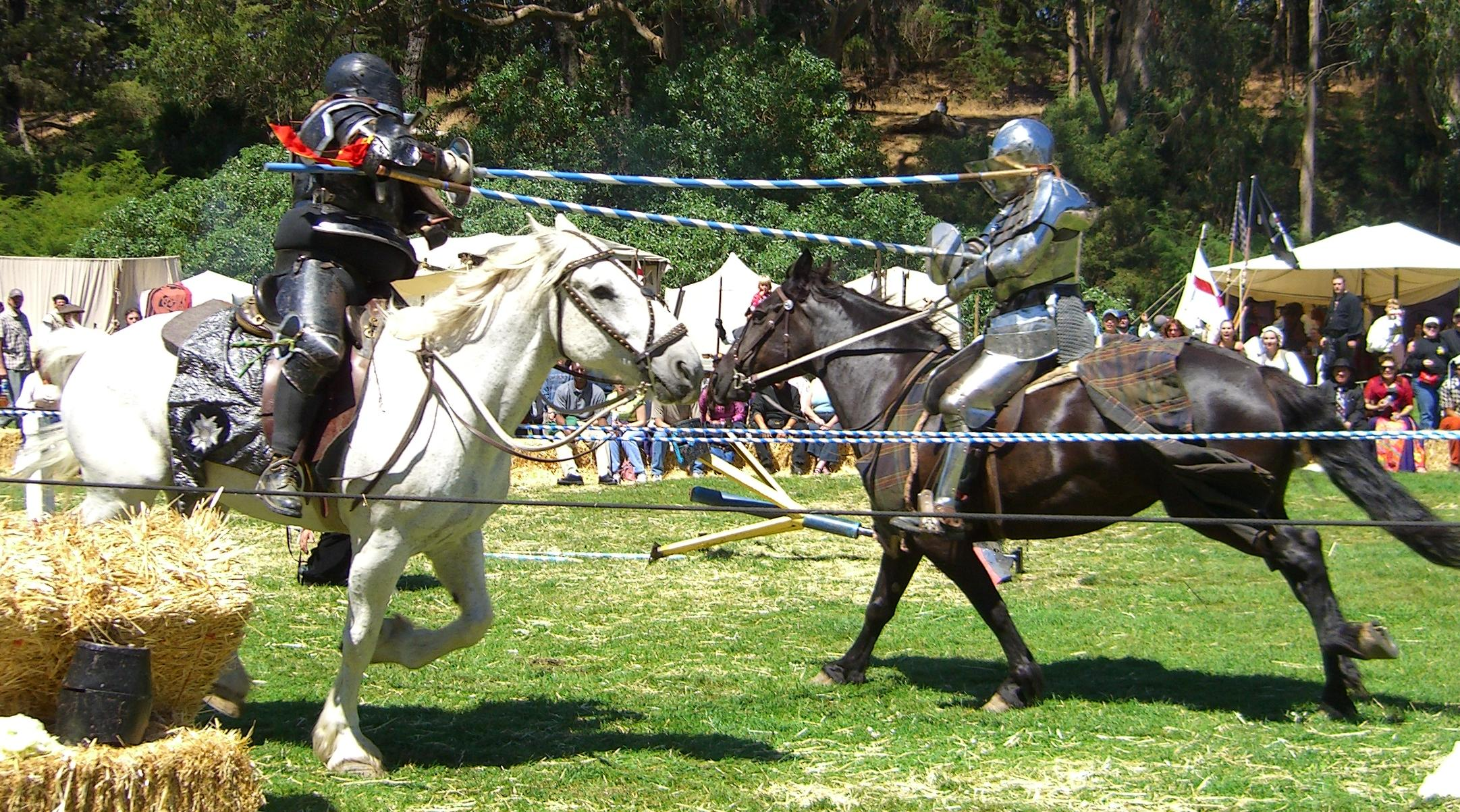
Tornerspel.

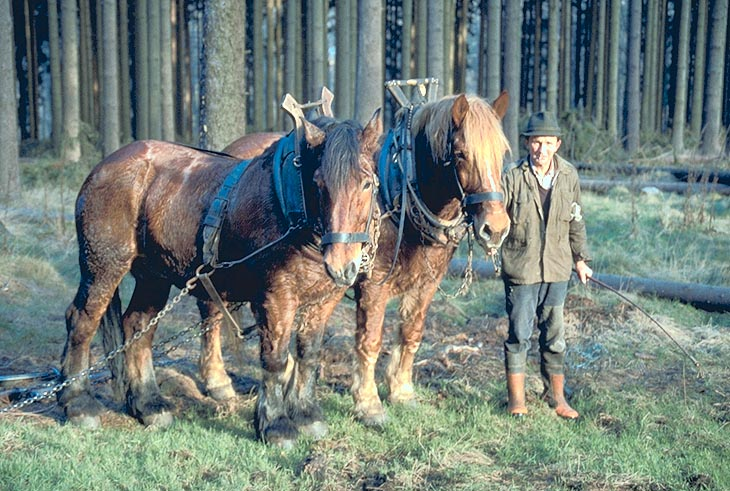
Timmerhästar.

Hästen spelar fortfarande stor roll i dagens samhälle, men på annat sätt än förr. Hästverksamheten tillgodoser nu människors behov av meningsfulla relationer, fritidsaktiviteter och sport.
Hästsporten har ökat kraftigt, och innefattar tävling, idrott och andra rekreationsaktiviteter med hästar. Hästsporter som utövas över hela världen är främst ridsport (banhoppning, dressyr med mera), samt trav- och galoppsport, och även hästpolo. Särskilt har ridsporten med ridskolor och stall många sociala förtjänster, och har en unikt bred folklig förankring. Det finns olika verksamheter med hästar utöver utövande av sport: avel, turism i olika former, brukskörning, plöjmingstävlan, ridskolor med olika inriktningar, terapi och rehabilitering. Till detta kommer kringverksamheter som hovslageri, försörjning av alla hästar med foder, handel m m.
Fältridning finns som gren för världsmästerskap (VM).
Hästnäringen har idag stor betydelse i samhället, såväl socialt, kulturellt som ekonomiskt. Ridhästar kan förekomma som lotterivinst.
Hästen används numera sällan som arbetsdjur, men håller på att återerövra en del gamla uppgifter, nu i kraft av att den är naturlig och miljöanpassad. I parkskötsel och skonsam skogsskötsel är hästen på väg tillbaka.